# Wisła Płock (piłka ręczna)
Orlen Wisła Płock (pełna nazwa Sekcja Piłki Ręcznej Wisła Płock Spółka Akcyjna) – polski męski klub piłki ręcznej (jednosekcyjny) z siedzibą w Płocku, utworzony w 1964 roku jako sekcja piłki ręcznej wielosekcyjnego klubu Wisła Płock. 9-krotny mistrz kraju, 13-krotny zdobywca Pucharu Polski, wielokrotny uczestnik europejskich pucharów, członek akcji Handball Friends in United Europe, klub partnerski THW Kiel i Montpellier Agglomeration HB. Dzięsieciokrotny uczestnik Ligi Mistrzów EHF w sezonach: 2011/2012, 2013/2014, 2014/2015, 2015/2016, 2016/2017, 2017/2018, 2018/2019, 2019/2020, 2022/2023, 2023/2024. W sezonie 2020/2021 oraz, 2021/2022  ORLEN Wisła Płock znalazła się w Final4 European League.

## Nazwy klubu
| Lata | Lata | Nazwa             |
| ---- | ---- | ----------------- |
| 1964 | 1992 | Wisła Płock       |
| 1992 | 1999 | Petrochemia Płock |
| 1999 | 2000 | Petro Płock       |
| 2000 | 2002 | Orlen Płock       |
| 2002 | 2010 | Wisła Płock       |
| 2010 | dziś | SPR Wisła Płock   |

## Kontakt do klubu
- Sekcja Piłki Ręcznej Wisła Płock Spółka Akcyjna
- Biuro: Plac Celebry Papieskiej 1, 09-400 Płock
- NIP: 774-31-57-263
- REGON: 142424490
- KRS: 0000359753

## Historia

### Początki
Sekcja piłki ręcznej mężczyzn w wielosekcyjnym klubie Wisła Płock została założona w roku 1964 przez H. Ludasa, T. i J. Orłowskich, J. Krajewskiego, E. Woronieckiego. Swój pierwszy mecz drużyna rozegrała w Pruszkowie, ulegając tamtejszemu Zniczowi 12:25. Kadrę zawodniczą zespołu tworzyli wówczas: S. Parzuchowski, B. Sobieraj, A. Żurawski, S. Zgierski, J. Kępczyński, W. Majchrzak, S. Skulimowski, A. Łabędzki, Cz. Sawicki, W. Chruścicki, a funkcję trenera pełnił J. Krajewski. W latach 1964–1967 drużyna brała udział w rozgrywkach Klasy A, zaś w sezonie 1967/1968 – po uzyskaniu awansu – w grupie centralno-wschodniej Ligi Międzywojewódzkiej.

### Lata 70. XX wieku
W 1973 zespół awansował do II ligi, w której występował przez dwa lata, a – z uwagi na brak odpowiedniego obiektu w Płocku – spotkania w roli gospodarza rozgrywał na hali we Włocławku. W 1975 drużyna trenera S. Sulińskiego wywalczyła historyczny awans do I ligi. Po jednym sezonie występów Wisła opuściła szeregi ekstraklasy, jednak w 1977 – pod wodzą S. Sulińskiego – ponownie uzyskała promocję na najwyższy szczebel ligowy w kraju. Przygoda z I ligą znowu trwała jednak zaledwie rok, a po powtórnym spadku, na „zapleczu ekstraklasy” wiślacy spędzili aż 8 kolejnych sezonów.

### Lata 80. XX wieku
Jednym z najlepszych zawodników klubu był wówczas Ryszard Jedliński, olimpijczyk z Moskwy i brązowy medalista mistrzostw świata z reprezentacją Polski w 1982.
Pierwszy w historii sekcji medal mistrzostw Polski, brązowy medal mistrzostw Polski juniorów młodszych w 1980. Zespół prowadził trener S. Suliński. W 1985 juniorzy starsi zdobyli srebrny medal mistrzostw Polski pod wodzą trenera Z. Garbackiego. Rok po srebrnym medalu juniorzy młodsi pod wodzą S. Sulińskiego zdobyli złoto w mistrzostwach Polski. W 1987 Wisła awansowała do I ligi i od tego roku nieprzerwanie występuje w rozgrywkach I-ligowych. Trenerem zespołu, który wywalczył awans, był E. Koziński. W tym samym roku juniorzy młodsi ponownie zdobyli złoty medal MP. Rok później juniorzy starsi pod nadzorem trenera Z. Garbackiego zdobyli złoto MP. W 1989 klub zdobył dwa medale: złoto juniorów młodszych trenera S. Sulińskiego i brązowy juniorów starszych trenera B. Zajączkowskiego.

### Lata 90. XX wieku
W roku 1990 zespół M. Motyczyńskiego zdobył pierwszy w historii medal mistrzostw Polski seniorów. W tym samym roku klub pierwszy raz w historii wziął udział w rozgrywkach pucharowych Europejskiej Federacji Piłki Ręcznej. Rok 1991 to dwa medale brązowe MP seniorów i juniorów starszych oraz srebro juniorów młodszych. W 1992 doszło do zmiany nazwy klubu z „Wisła Płock” na „Petrochemia Płock”. W tym roku klub zdobył: Srebrny medal mistrzostw Polski seniorów trenera M. Motyczyńskiego, Pierwszy w historii klubu Puchar Polski, udział w ćwierćfinale Pucharu Federacji oraz Złoty medal mistrzostw Polski juniorów młodszych. Trener S. Suliński. W 1993 zespół prowadzony przez B. Zajączkowskiego zdobył srebrny medal MP. W 1994 klub został uznany przez Związek Piłki Ręcznej w Polsce za najlepszą sekcję handbalową w Polsce, zdobył również brązowy medal mistrzostw Polski seniorów, złoty medal mistrzostw Polski juniorów młodszych i srebrny medal mistrzostw Polski juniorów starszych.
W sezonie 1994/1995 klub wywalczył pierwsze w historii mistrzostwo Polski seniorów oraz drugi Puchar Polski. Kadrę drużyny stanowili: A. Góral, A. Marszałek, J. Krzemiński, W. Michalski, P. Piórkowski, D. Jakubiak, K. Wróblewski, A. Niedzielski, M. Dębski, K. Kisiel, M. Witkowski, Marciniak, S. Mańkowski, M. Krysiński, P. Klucznik (trener B. Zajączkowski). Kolejny rok przyniósł srebrny medal mistrzostw Polski seniorów, trzeci Puchar Polski, ćwierćfinał Pucharu Zdobywców Pucharów EHF oraz srebrny medal mistrzostw Polski juniorów starszych (trener E. Koziński).
Rok 1997 to już czwarty srebrny medal mistrzostw Polski seniorów, czwarty Puchar Polski oraz srebrny medal mistrzostw Polski juniorów starszych.
Petrochemia w 1998 zdobyła brązowy medal mistrzostw Polski seniorów, piąty już w historii klubu Puchar Polski, a Marek Witkowski uznany został w Plebiscycie „Sportu” najlepszym piłkarzem ręcznym w Polsce 1998 roku.
W 1999 klub ponownie zmienia nazwę – tym razem na „Petro Płock”. Petro zdobywa w tym roku srebrny medal mistrzostw Polski seniorów, to już piąte srebro oraz piąty z rzędu a szósty w historii Puchar Polski.

### XXI wiek
Rok 2000 przyniósł kolejną zmianę nazwy – tym razem na „Orlen Płock”. W tym roku Orlen zdobył srebrny medal mistrzostw Polski seniorów, złoty medal mistrzostw Polski juniorów młodszych i srebrny medal mistrzostw Polski młodzików. Orlen w roku 2001 zdobył kolejny już srebrny medal mistrzostw Polski seniorów oraz siódmy już Puchar Polski. W sezonie 2001/02 klub zdobył drugie Mistrzostwo Polski seniorów. Trener: E. Koziński. Skład drużyny: A. Góral, A. Marszałek, M. Dębski, D. Drobik, R. Jankowski, M. Jurasik, K. Kisiel, M. Lijewski, A. Mokrzki, A. Niedzielski, T. Paluch, D. Wleklak, M. Zołoteńko, A. Wiśniewski, D. Jakubiak, A. Szyczkow. Klub również wywalczył pierwszy w historii awans do Ligi Mistrzów. Juniorzy wygrali Partille Cup, a Bartosz Świerad wraz z młodzieżową reprezentacją Polski zdobył w Gdańsku złoty medal Mistrzostw Europy, podczas gdy seniorska reprezentacja Polski w składzie z czwórką Nafciarzy: Andrzej Marszałek, Mariusz Jurasik, Marcin Lijewski, Michał Zołoteńko zajęła na Mistrzostwach Europy w Szwecji 15. miejsce.
W 2002 klub ponownie zmienia nazwę, która obowiązywała do 2010 – „Wisła Płock”. W 2010 ponownie dodano nazwę sponsora – „Orlen Wisła Płock”.
Wisła w kolejnym roku zdobyła srebro mistrzostw Polski seniorów oraz dwa złote medale Mistrzostw Polski juniorów starszych i młodzików. Na arenie międzynarodowej Wisłę reprezentowali Bartosz Świerad, Adam Twardo, Andrzej Marszałek, Sławomir Szmal, Mariusz Jurasik, Damian Drobik, Tomasz Paluch, Damian Wleklak, Bartosz Wuszter. Ci dwaj pierwsi z młodzieżową reprezentacją Polski zajęli na Mistrzostwach Świata w Brazylii 7. miejsce, a reszta z reprezentacją Polski zajęła na Mistrzostwach Świata w Portugalii 10. miejsce.
Wisła w sezonie 2003/2004 zdobyła trzecie mistrzostwo Polski seniorów w składzie A. Góral, A. Marszałek, Ł. Białaszek, A. Niedzielski, K. Kisiel, W. Titow, A. Szyczkow, M. Witkowski, B. Świerad, T. Paluch, A. Wiśniewski, D. Wleklak, A. Konczewski, R. Kuptel, B. Wuszter, S. Rumniak, M. Zołoteńko, Ł. Szczucki, A. Twardo, R. Jankowski, Z. Kwiatkowski. Juniorzy młodsi i starsi zdobyli srebrne medale mistrzostw Polski. Trójka Wiślaków: Andrzej Marszałek, Adam Wiśniewski, Tomasz Paluch wraz z reprezentacją Polski zajęli na mistrzostwach Europy w Słowenii 16. miejsce. Kolejny rok i kolejny złoty medal mistrzostw Polski seniorów oraz ósmy Puchar Polski w składzie: A. Marszałek, A. Góral, M. Wichary, Sebastian Rumniak, Michał Zołoteńko, Adam Twardo, Łukasz Szczucki, Witalij Titow, Robert Jankowski, Zbigniew Kwiatkowski, Wladimir Ilin, Rafał Kuptel, Marek Witkowski, Bartosz Wuszter, Adam Wiśniewski, Damian Wleklak, Alosza Szyczkow, Tomasz Paluch, Artur Niedzielski. Juniorzy młodsi zdobyli złoto mistrzostw Polski oraz Klubowe Mistrzostwo Europy w Göteborgu.
Wisła w 2006 również zdobyła mistrzostwo Polski seniorów w składzie: Andrzej Marszałek, Artur Góral, Marcin Wichary, Adrian Konczewski, Michał Zołoteńko, Adam Twardo, Łukasz Szczucki, Witalij Titow, Robert Jankowski, Zbigniew Kwiatkowski, Wladimir Ilin, Rafał Kuptel, Marek Witkowski, Bartosz Wuszter, Adam Wiśniewski, Damian Wleklak, Alosza Szyczkow, Tomasz Paluch, Artur Niedzielski, Bartosz Świerad. Również juniorzy starsi zdobyli mistrzostwo Polski, a Polskę na Mistrzostwach Europy reprezentowali: Adam Wiśniewski, Damian Wleklak i Marcin Wichary.
Po trzech latach Wisła Płock musiała ustąpić pierwszego miejsca Zagłębiu Lubin i zadowolić się srebrnym medalem. Na pocieszenie Wisła zdobyła dziewiąty Puchar Polski. Po raz kolejny złoto wywalczyli juniorzy starsi. Na MŚ w Niemczech Bogdan Wenta zabrał trzech Nafciarzy: Damian Wleklak, Zbigniew Kwiatkowski, Rafał Kuptel, którzy wywalczyli srebro i są pierwszymi srebrnymi medalistami MŚ w historii klubu. Po rocznej przerwie Wisła odzyskała złoty medal mistrzostw Polski w składzie Andrzej Marszałek, Marcin Wichary, Przemysław Witkowski, Michał Zołoteńko, Adam Twardo, Zbigniew Kwiatkowski, Rafał Kuptel, Bartosz Wuszter, Adam Wiśniewski, Alosza Szyczkow, Tomasz Paluch, Artur Niedzielski, Bartosz Świerad, Witalij Nat, Iwan Pronin, Wiktor Jędrzejewski, Adrian Piórkowski, Damian Piórkowski, Paweł Krawczyk, Jarosław Suski, Piotr Masłowski, Tomasz Malesa, Sebastian Rumniak, Zoran Radojevic. W tym samym składzie podopieczni trenera Bogdana Zajączkowskiego zdobyli dziesiąty Puchar Polski. Juniorzy młodsi zdobyli pod wodzą Michała Skórskiego złoto mistrzostw Polski. Dwójka Wiślaków reprezentowała Polskę w 2008 roku, Rafał Kuptel na mistrzostwach Europy w Norwegii, a Marcin Wichary na Olimpiadzie w Pekinie.
W 2009 Wisła oddała złoty medal mistrzostw Polski drużynie z Kielc. W sezonie 2008/2009 drużynę prowadziło dwóch trenerów B. Kowalczyk do 1 stycznia, a F.O. Jensen od 1 stycznia. Drużyna zdobyła srebro mistrzostw Polski. Wisła wywalczyła: Złoty medal mistrzostw Polski juniorów starszych (Ostrów Wlkp.), Brąz mistrzostw Polski juniorów młodszych oraz Srebro Młodzieżowych.
W 2010 nastąpiła niewielka zmiana nazwy – Orlen Wisła Płock.
W 2011 Wisła odzyskała złoty medal mistrzostw Polski od drużyny Vive Targi Kielce. Wisła zdobyła to mistrzostwo w składzie: Marcin Wichary, Morten Seier, Bartosz Dudek, Adam Wiśniewski, Joakim Backstrom, Tomasz Klinger, Piotr Chrapkowski, Michał Zołoteńko, Adam Twardo, Lars Madsen, Vegard Samdahl, Luka Dobelsek, Kamil Mokrzki, Bostjan Kavas, Vukasin Rajkovic, Paweł Paczkowski, Arkadiusz Miszka, Tomasz Paluch, Dimitrij Kuzelev, Kamil Syprzak, Zbigniew Kwiatkowski. Trenerem drużyny był Lars Walther.
W 2012 roku Wisła Płock nie obroniła tytułu i utraciła go na rzecz Vive Kielce. Drużyna Wisły zajęła drugie miejsce w Polsce oraz wystąpiła w 1/8 fazy pucharowej Ligi Mistrzów.
W 2013 roku drużyna Orlenu Wisły ponownie zajęła drugie miejsce w lidze polskiej. Z europejskich pucharów drużyna Wisły odpadła po fazie grupowej Pucharu EHF. Drużyna występowała również w turnieju o Dziką Kartę do Ligi Mistrzów, gdzie zajęła 3. miejsce. W kwietniu 2013 z drużyny odszedł trener Lars Walther, którego zastąpił tymczasowo Krzysztof Kisiel. Dotychczasowy prezes Wisły Płock – Andrzej Miszczyński postanowił odejść.
W sezonie 2015/2016 Orlen Wisła Płock po raz kolejny otrzymała „dziką kartę” w rozgrywkach Ligi Mistrzów (trzeci raz z rzędu wystąpi w rozgrywkach grupowych).
Również w sezonie 2018/2019 Orlen Wisła Płock otrzymała „dziką kartę” i została przydzielona przed losowaniem do grup C i D. Rozgrywki grupowe zakończyła na drugim miejscu, w barażach do fazy pucharowej pokonała Bjerringbro-Silkeborg, przegrywając pierwszy mecz 22:26 i wygrywając drugi różnicą 7 bramek 27:20.
W sezonie 2022/2023 Orlen Wisła Płock awansował do play-off Ligi Mistrzów po emocjonującym meczu z FC Porto z wynikiem 28:27. W 1/8 finału zmierzy się z HBC Nantes w dwumeczu.
W sezonie 2023/2024 Orlen Wisła Płock pokonała przed własną publicznością Montpellier HB wynikiem 22:18 przybliżając się tym samym do awansu do fazy pucharowej.

## Sukcesy

### Krajowe
| Rozgrywki          | Osiągnięcie | Razy | Sezon(y) |
| ------------------ | ----------- | ---- | --- |
| Mistrzostwo Polski | I miejsce   | 9    | 1995, 2002, 2004, 2005, 2006, 2008, 2011, 2024, 2025                                                                               |
| Mistrzostwo Polski | II miejsce  | 22   | 1992, 1993, 1996, 1997, 1999, 2000, 2001, 2003, 2007, 2009, 2012, 2013, 2014, 2015, 2016, 2017, 2018, 2019, 2020, 2021, 2022, 2023 |
| Mistrzostwo Polski | III miejsce | 5    | 1990, 1991, 1994, 1998, 2010 |
| Puchar Polski      | zdobywca    | 13   | 1992, 1995, 1996, 1997, 1998, 1999, 2001, 2005, 2007, 2008, 2022, 2023, 2024                                                       |
| Puchar Polski      | finalista   | 12   | 2003, 2004, 2006, 2011, 2012, 2013, 2014, 2015, 2016, 2017, 2019, 2025                                                             |
| Superpuchar Polski | zdobywca    | 1    | 2024 |

Międzynarodowe
| Rozgrywki                     | Osiągnięcia | Razy             | Sezony                             |                         |
| ----------------------------- | ----------- | ---------------- | ---------------------------------- | ----------------------- |
| Liga Mistrzów                 | Awans       | TOP16 LM 6x razy | 2012, 2014, 2015, 2016, 2019, 2020 | 1x raz Ćwierćfinał 2023 |
| EHF European League           | 3.Miejsce   | 1                | 2021, 2022                         |                         |
| Puchar EHF                    | ćwierćfinał | 1                | 1994                               |                         |
| Puchar Zdobywców Pucharów EHF | ćwierćfinał | 1                | 1997                               |                         |

## Statystyki sezonu 2008/2009

### Liczba występów
| Zawodnik             | Razem | Ekstraklasa | Liga Mistrzów | Puchar Polski |
| -------------------- | ----- | ----------- | ------------- | ------------- |
| Zbigniew Kwiatkowski | 42    | 32          | 6             | 4             |
| Bartosz Wuszter      | 41    | 31          | 6             | 4             |
| Michał Zołoteńko     | 40    | 31          | 5             | 4             |
| Sebastian Rumniak    | 40    | 32          | 6             | 2             |
| Marcin Wichary       | 40    | 31          | 6             | 3             |
| Rafał Kuptel         | 39    | 31          | 6             | 2             |
| Witalij Nat          | 37    | 29          | 6             | 2             |
| Ivan Pronin          | 37    | 28          | 5             | 4             |
| Morten Seier         | 37    | 27          | 6             | 4             |
| Tomasz Paluch        | 36    | 30          | 4             | 2             |
| Adam Twardo          | 33    | 25          | 4             | 4             |
| Michał Matysik       | 25    | 16          | 6             | 3             |
| Andriej Frolov       | 23    | 15          | 5             | 3             |
| Artur Niedzielski    | 19    | 12          | 4             | 3             |
| Peter Nielsen        | 16    | 15          | 0             | 1             |
| Adrian Piórkowski    | 14    | 8           | 4             | 2             |
| Wiktor Jędrzejewski  | 11    | 11          | 0             | 0             |
| Przemysław Witkowski | 11    | 9           | 0             | 2             |
| Tomasz Malesa        | 9     | 8           | 1             | 0             |
| Adam Wiśniewski      | 7     | 7           | 0             | 0             |
| Bartosz Świerad      | 5     | 3           | 2             | 0             |
| Kamil Syprzak        | 4     | 4           | 0             | 0             |
| Piotr Masłowski      | 2     | 2           | 0             | 0             |

### Liczba zdobytych goli
| Zawodnik             | Razem      | Ekstraklasa | Liga Mistrzów | Puchar Polski |
| -------------------- | ---------- | ----------- | ------------- | ------------- |
| Tomasz Paluch        | 176 (51 k) | 155 (45 k)  | 14 (6 k)      | 7             |
| Bartosz Wuszter      | 175 (36 k) | 138 (23 k)  | 15 (2 k)      | 22 (11 k)     |
| Michał Zołoteńko     | 144 (1 k)  | 120 (1 k)   | 14            | 10            |
| Witalij Nat          | 102 (1 k)  | 87 (1 k)    | 4             | 11            |
| Sebastian Rumniak    | 93         | 70          | 9             | 14            |
| Adam Twardo          | 91         | 75          | 12            | 4             |
| Ivan Pronin          | 88 (5 k)   | 73 (5 k)    | 6             | 9             |
| Michał Matysik       | 81 (12 k)  | 56 (11 k)   | 12 (1 k)      | 13            |
| Zbigniew Kwiatkowski | 58         | 46          | 7             | 5             |
| Rafał Kuptel         | 41         | 32          | 1             | 8             |
| Andriej Frolov       | 33         | 20          | 3             | 10            |
| Artur Niedzielski    | 33 (5 k)   | 19 (3 k)    | 12 (2 k)      | 2             |
| Peter Nielsen        | 30 (10 k)  | 26 (10 k)   | 4             | 0             |
| Adam Wiśniewski      | 15         | 15          | 0             | 0             |
| Tomasz Malesa        | 10         | 10          | 0             | 0             |
| Adrian Piórkowski    | 8          | 5           | 1             | 2             |
| Wiktor Jędrzejewski  | 6          | 6           | 0             | 0             |
| Kamil Syprzak        | 1          | 1           | 0             | 0             |

## Hale

### Hala Chemika
Do października 2010 większość meczów w roli gospodarza drużyna rozgrywała w Hali Chemika przy Al. Kobylińskiego 25 w Płocku, którą dzieliła z Zespołem Szkół Centrum Edukacji w Płocku. Obiekt ten nie spełniał jednak norm Europejskiej Federacji Piłki Ręcznej (EHF), dlatego w ostatnich latach spotkania w ramach europejskich pucharów zespół musiał rozgrywać poza Płockiem. Z uwagi na konstrukcję budowli (wykonaną z połaci blachowych) hala ta była przez kibiców oraz media potocznie nazywana „Blaszak Arena”.

### Orlen Arena
8 kwietnia 2009 przy Placu Celebry 1 w Płocku rozpoczęto budowę nowoczesnej hali widowiskowo-sportowej spełniającej wszystkie wymogi EHF, o łącznej pojemności trybun wynoszącej 5492 miejsc siedzących. Inwestycję zakończono 12 listopada 2010, a 17 listopada 2010 oficjalnie otwarto obiekt.

## Numery zastrzeżone
| Numer | Imię i nazwisko |
| ----- | --------------- |
| 10    | Adam Wiśniewski |

## Kadra w sezonie 2024/2025
| Bramkarze - 32. Mirko Alilović - 75. Marcel Jastrzębski - ?. Viktor Gísli Hallgrímsson Lewoskrzydłowi - 11. Marcel Sroczyk - 26. Przemysław Krajewski - 34. Lovro Mihić Prawoskrzydłowi - 3. Michał Daszek - 23. Filip Michałowicz - ?. Tim Cokan | Obrotowi - 17. Abel Serdio - 19. Leon Šušnja - 33. Dawid Dawydzik Rozgrywający - 4. Miha Zarabec - 7. Tomáš Piroch - 21. Kirył Samoiła - 24. Gergő Fazekas - 30. Mirsad Terzić - 89. Dmitrij Żytnikow - ?. Marko Panić - ?. Zoltán Szita - ?. Mitja Janc - ?. Peter Šiško |

### Transfery w sezonie 2024/2025
Przybędą
- Marko Panić (Montpellier Handball)
- Zoltán Szita (Pick Szeged)
- Viktor Gísli Hallgrímsson (HBC Nantes)[6]
- Tim Cokan (RK Celje)
- Mitja Janc (RK Celje)
- Peter Šiško (RK Velenje)

Odejdą
- Tin Lučin (RK Nexe Našice)
- Gonzalo Pérez Arce (szuka klubu)
- Niko Mindegía (Fenix Toulouse Handball)

### Transfery w sezonie 2025/2026
Przybędą
- Melvyn Richardson ( FC Barcelona)[7]
- Torbjørn Bergerud (Kolstad Håndball)[potrzebny przypis]

Sergei Kosorotov (Telekom Veszprem)
Odejdą

### Sztab szkoleniowy
| Funkcja                                                           | Imię i nazwisko     |
| ----------------------------------------------------------------- | ------------------- |
| I trener                                                          | Xavier Sabaté       |
| II trener                                                         | Dawid Nilsson       |
| Trener bramkarzy                                                  | Marcin Wichary      |
| Masażysta                                                         | Mariusz Jaroszewski |
| Trener odn. biol.                                                 | Michał Dolny        |
| Kierownik drużyny                                                 | Grzegorz Markiewicz |
| Źródło: Sztab szkoleniowy. sprwislaplock.pl. [dostęp 2019-08-17]. |                     |

## Trenerzy
- Marek Motyczyński (od 1989 do 1 lipca 1992)
- Bogdan Zajączkowski (od 1 lipca 1992 do 1 lipca 2000)
- Zenon Łakomy (od 1 lipca 2000 do 1 stycznia 2002)
- Edward Koziński (od 1 stycznia 2002 do 1 stycznia 2003)
- Bogdan Kowalczyk (od 1 stycznia 2003 do 1 lipca 2004)
- Krzysztof Kisiel (od 1 lipca 2004 do 1 lipca 2006)
- Bogdan Zajączkowski (od 1 lipca 2006 do 1 lipca 2008)
- Bogdan Kowalczyk (od 1 lipca 2008 do 1 stycznia 2009)
- Flemming Oliver Jensen (od 1 stycznia 2009 do 26 listopada 2009)
- Thomas Sivertsson (od 19 grudnia 2009 do 1 lipca 2010)
- Lars Walther (od 1 lipca 2010 do 28 marca 2013)
- Krzysztof Kisiel (od 28 marca 2013 do 30 czerwca 2013)
- Manolo Cadenas (od 1 lipca 2013 do 30 czerwca 2016)
- Piotr Przybecki (od 1 lipca 2016 do 2018)
- Xavier Sabaté (od 2018)